# Dosul Laurului
Dosul Laurului este o arie protejată de interes național ce corespunde categoriei a IV-a IUCN (rezervație naturală de tip botanic), situată în județul Arad, pe teritoriul administrativ al comunei Gurahonț.

## Descriere

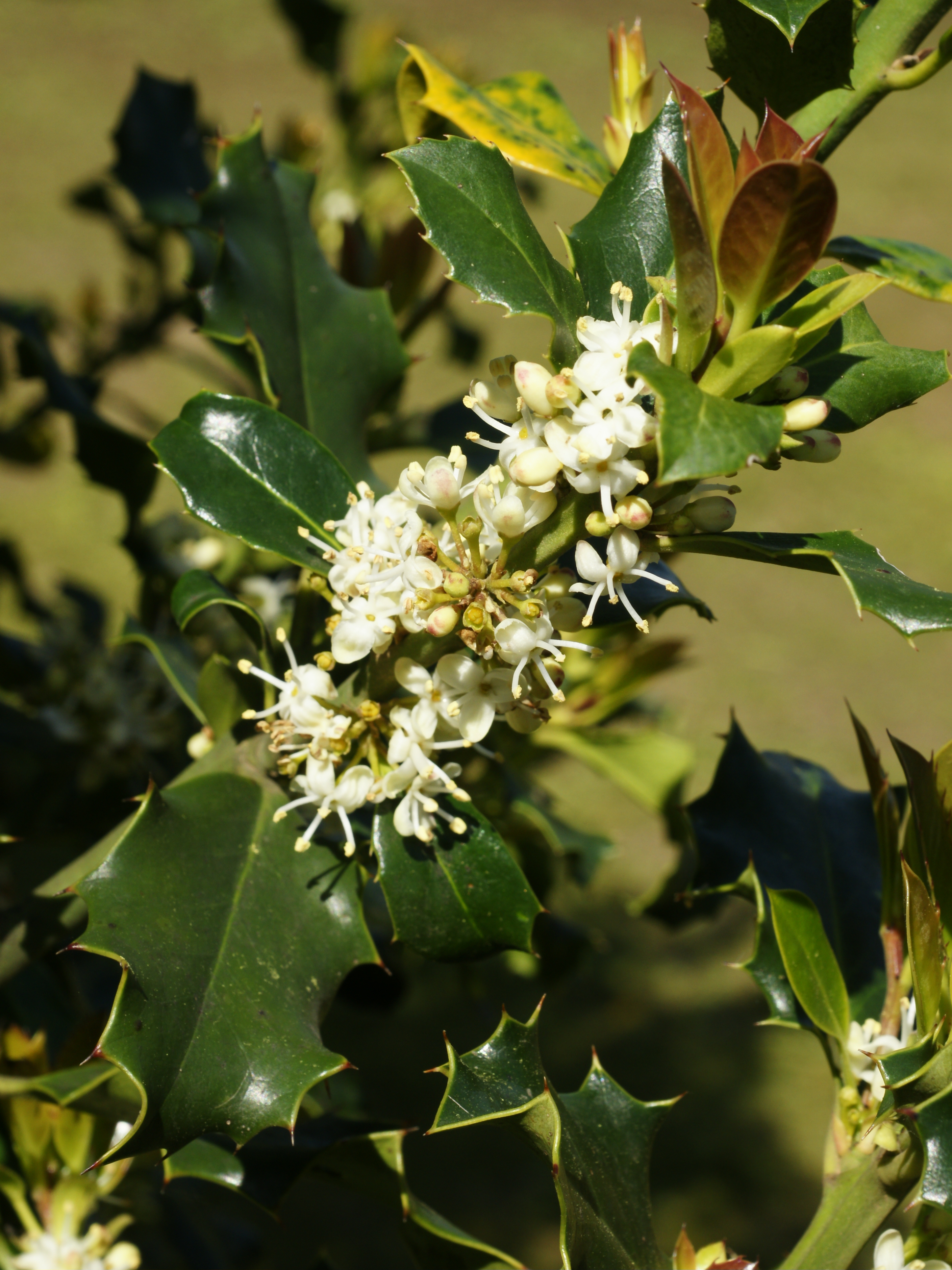
Laur (Ilex aquifolium)

Rezervația naturală aflată în partea nordică a satului Zimbru, are o suprafață de 32,20 ha, și reprezintă o zonă de protejare a speciei de laur (Ilex aquifolium). Aria protejată este inconjurată de specii arboricole de fag (Fagus sylvatica). 